# HK SL6半自動步槍
HK SL6是一款由德国槍械製造商黑克勒-科赫公司所设计及生產，以滾輪延遲反衝式槍機操作的運動用半自动步枪。發射5.56×45毫米北約口徑制式步枪子彈。

## 概述
SL6最初的設計是類似於HK 630運動步槍，而基本上就是那枝運動步槍的卡賓槍長度的版本。它是一枝適合於世界各地銷售和使用的狩獵／實用步槍。它的設計目的，是用於方便培訓預備役和運動射擊用途。
SL6具有與使用在HK G3戰鬥步槍以上相同的滾輪延遲反衝式槍機閉鎖系統，是黑克勒-科赫在推出HK G36以前的輕武器的標誌性特色。只是把拉機柄改為位於槍身右邊並且改為向前摺疊式，和把手動保險設置在槍身左側、位於扳機護環和彈匣之間的上方。彈匣卡箏位於扳機護環內側、扳機前方，向前推即可將彈匣拆卸下來。4條膛線組成的多邊形膛線膛線的膛線纏距為1：10.6英吋右旋。膛室內部表面刻有12條向後延伸的縱向凹槽。這些凹槽能夠使裝藥燃燒以後的高壓火藥燃氣繞流的情況下充當協助減輕提取彈殼時的壓力的潤滑劑。SL6具有由旋轉屈光式鼓狀後照門及冠頂狀前準星所組成的機械瞄具系統，並且把前準星轉移至消焰器使瞄準基線的長度延長為655毫米（25.79英吋）。它亦可以採用黑克勒-科赫公司專有的HK 05式爪型瞄準鏡安裝座。機匣頂部已經整合了兩個長方形的凹槽以便安裝這個瞄準鏡座。
SL6已經不再生產，其位置已被HK SLB 2000運動步槍所取代。

## 衍生型

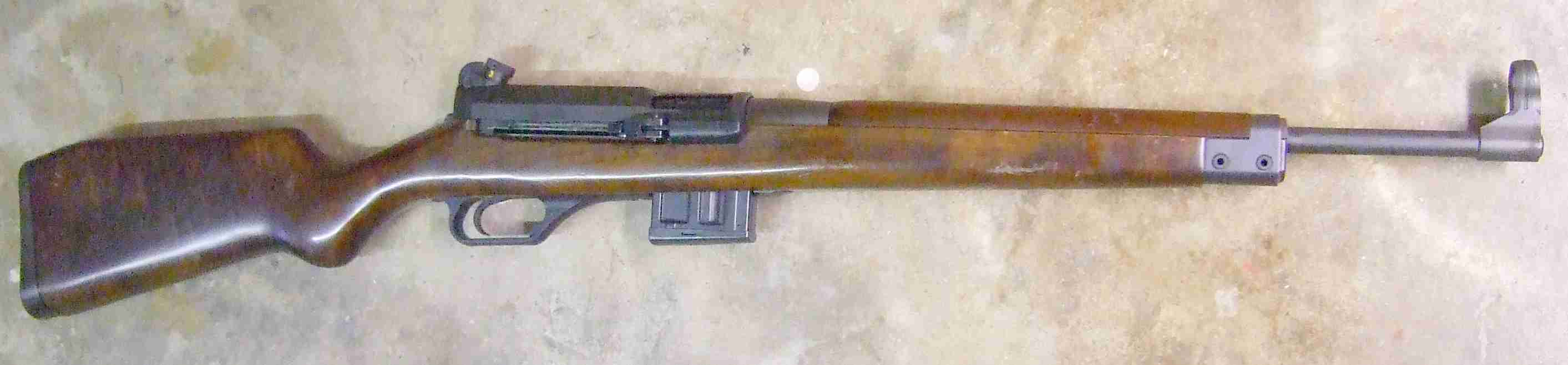
HK SL6

### HK SL7
HK SL7是SL6的7.62×51毫米北約口徑版本。

### HK SL6A2
HK SL6A2，基本上與SL6步槍相同，只是在槍口裝上消焰器和提供兩發點放的發射模式選擇。

## 參見

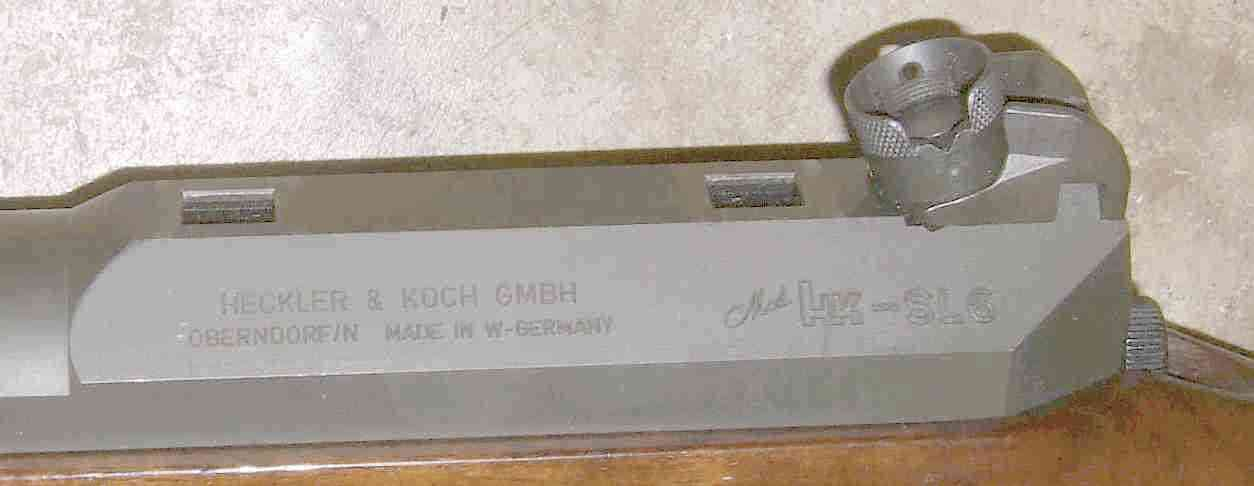
HK SL6的左側機匣及G3式鼓狀後照門特寫。

## 資料來源
1. ↑  .   [2011-06-23]. （原始内容存档于2011-07-21）.
2. 1 2  .   [2008-11-20]. （原始内容存档于2008-11-12）.

## 外部連結
- （英文）—Modern Firearms—Heckler-Koch SL-6 SL-7 rifles（页面存档备份，存于）
- （英文）—HKPRO—HK SL6（页面存档备份，存于）
- （英文）—Remtek—HK SL6/7（页面存档备份，存于）
- （简体中文）—D Boy Gun World（槍炮世界）—HK的运动步枪 （页面存档备份，存于）